# Desa Margalaksana (administrativ by i Indonesien, lat -7,38, long 108,05)
Desa Margalaksana är en administrativ by i Indonesien.   Den ligger i provinsen Jawa Barat, i den västra delen av landet, 190 km sydost om huvudstaden Jakarta.